# Lo Mas d'Agamars
Lagamars (en francès Lagamas) és un municipi occità, del Llenguadoc, situat al departament de l'Erau i a la regió d'Occitània].